# 市場村 (京都府)
市場村（いちばむら）は、京都府与謝郡にあった村。現在の与謝野町四辻・幾地にあたる。

## 地理
- 河川：野田川

## 歴史
- 1889年（明治22年）4月1日 - 町村制の施行により、四辻村・幾地村・岩屋村の区域をもって発足。
- 1894年（明治27年）10月12日 - 大字岩屋が分立して岩屋村が発足。
- 1927年（昭和2年）3月7日 - 北丹後地震発生。村内の死者約100人[1]。
- 1955年（昭和30年）3月1日 - 三河内村・岩屋村・山田村・石川村と合併して野田川町が発足。同日市場村廃止。

## 交通

### 鉄道路線
- 加悦鉄道
  - 加悦鉄道線（1985年廃止）
    - 丹後四辻駅